# Chapelle de la Trinité de Bieuzy
Pour les articles homonymes, voir Chapelle de la Trinité.
La Chapelle de la Trinité à Castennec est située dans le village de Castennec sur la commune de Bieuzy, en Bretagne.

## Localisation
La chapelle est située dans le département français du Morbihan, sur la commune de Pluméliau-Bieuzy, au lieu-dit "Castennec".

## Historique
La chapelle est construite sur les vestiges d'un site occupé dès l'époque romaine. La terre de Castennec est démembrée de la paroisse de Bieuzy pour être donnée en 1125 au monastère de Redon par Alain Ier de Rohan ; l'église encore mentionnée en 1380, est détruite.
Une deuxième chapelle fut construite vers la toute fin du XVe siècle sous le double patronage des familles Rohan et Rimaison. Les armes en alliance figurent sur le mur extérieur de la chapelle et celles des Rimaison seuls sur un blochet de la charpente. 
Le clocher est reconstruit au XIXe siècle.
La chapelle et sa fontaine font l'objet d'une inscription au titre des monuments historiques par arrêté du 24 juin 2020.

## Description